# Linfonodi inguinali
I linfonodi inguinali raccolgono la linfa che proviene dall'arto inferiore, dalla parete addominale, dal perineo e, di conseguenza, anche dai genitali esterni. La destinazione della linfa raccolta da questi linfonodi è comune, di fatto è tutta inviata ai linfonodi iliaci esterni.

## Suddivisione
Possono essere suddivisi in superficiali e profondi e i superficiali sono ulteriormente divisibili in laterali e mediali, rispetto alla posizione che occupano rispetto allo sbocco della vena grande safena nella vena femorale. Il centro inguinale è quindi posto nel triangolo di Scarpa e la fascia cribrosa separa i superficiali dai profondi.

## Gruppi linfonodali dell'inguine

### Superficiali

#### Superomediali
Sono situati inferiormente e medialmente al legamento inguinale. A questi linfonodi è diretta la linfa raccolta dai genitali esterni, dalla parte inferiore del canale anale e quella proveniente dalla parte sottombelicale della parete addominale.

#### Superolaterali
Collocati inferiormente e lateralmente al legamento inguinale, questi linfonodi ricevono la linfa proveniente dalla regione sottombelicale della parete addominale e dalla regione glutea superficiale.

#### Inferomediali e inferolaterali
Sono disposti lungo la vena safena grande. A questi linfonodi giunge la linfa proveniente dall'arto inferiore ma non quella delle fasce posteriori e laterali.

### Profondi
Sono situati medialmente alla vena femorale comune e ricevono la linfa proveniente dal glande del pene o dal clitoride e da tutti i collettori profondi che risalgono assieme ai vasi.